# Tynelia nitida
Tynelia nitida är en insektsart som beskrevs av William D. Funkhouser. Tynelia nitida ingår i släktet Tynelia och familjen hornstritar. Inga underarter finns listade i Catalogue of Life.